# Gilberto "Alcatraz" García (padre)
Gilberto García (Pueblo Viejo, Magdalena, Colombia; 12 de mayo de 1954 - 25 de diciembre de 1994) también conocido como "El Alcatraz García" o "La Ostra" fue un futbolista colombiano. Jugaba como puntero derecho se destacó en el Deportes Tolima jugando 85 partidos donde anotó 8 goles.
Su hijo es Gilberto García Olarte futbolista colombiano.

## Trayectoria
Nació en Pueblo Viejo municipio ubicado en la via que de Barranquilla conduce a Santa Martha. Se formó en el Unión Magdalena donde debutó, también paso por el Once Caldas, Cúcuta Deportivo, Deportes Quindio, Santa Fe y Deportes Tolima con el cual dejó una gran imagen.

## Fallecimiento
Falleció a los 40 años de edad en la capital musical de Colombia, Ibagué en un accidente de tránsito.

## Clubes
- Independiente Santa Fe
- Deportes Quindio
- Once Caldas
- Cúcuta Deportivo
- Unión Magdalena